# Farmitalia
Farmitalia Carlo Erba S.p.A. è stata un'azienda italiana di prodotti farmaceutici e veterinari con sede a Milano.
È stata la più grande società farmaceutica in Italia: vendeva sul mercato estero il 60-70% della produzione (prevalentemente negli Stati Uniti), aveva 800 ricercatori e collaborava con le americane Unigene e Cytogene.

## Storia
Venne fondata nel 1906 dalla famiglia Schiapparelli come Società Anonima Stabilimenti Chimici Farmaceutici Riuniti Schiapparelli che l'anno successivo realizza lo stabilimento a Settimo Torinese, attivo nella produzione di farmacologia inorganica, organica ed alcol etilico, arrivando ad occupare 280 dipendenti nel 1918.
Nel 1936 viene acquisita da Montecatini e Rhône-Poulenc, assumendo la denominazione di Farmaceutici Italia: tra i prodotti realizzati, si annoverano il chinino, l'olio di fegato di tonno Adisole, per non dover importare l'olio di fegato di merluzzo, l'analgesico Rodina e il sulfamidico Neazina.
Nel secondo dopoguerra produce 87 specialità di medicinali ma anche prodotti destinati all'industria alimentare; in questi anni diventa Farmitalia, apre un nuovo impianto a Milano tra viale Bezzi e via Massaua, due centri ricerca in via dei Gracchi ed a Nerviano, si lancia nella produzione di antibiotici e conta 700 dipendenti, che saliranno a 1.000 pochi anni più tardi.
Nel 1966 entra nel gruppo Montedison.
Nel 1978 Montedison decise la fusione di Farmitalia con Carlo Erba, dando vita a Farmitalia-Carlo Erba (conosciuta anche come Farmiterba). Montedison detiene il 75% della nuova società tramite Erbamont NV (che fino al 1989 era quotata alla Borsa di New York) e Erbamont Italia BV.
Chiude gli esercizi 1985 e 1986 rispettivamente con 723,8 miliardi e 691,8 miliardi di lire di fatturato ed un utile netto di 99,7 e 97,6 miliardi.
Con il 1987, Farmitalia Carlo Erba viene delistata dalla Borsa di Milano a seguito di Opa promossa da Sifi, una società di Montedison, sul 25% del flottante. Nello stesso anno viene ritenuta la prima società italiana nella ricerca farmaceutica (investendo 47,4 milioni di dollari, dati al 1985).
Infine, sempre nel 1987, acquista il 41% della spagnola Antibioticos.
Raggiunse una buona posizione non solo sul mercato nazionale, ma anche su quello mondiale con l'Adriamicina, un antitumorale ritenuto molto efficace, che consente a Farmitalia di realizzare nel 1989 373 miliardi di lire di fatturato, su 1231 miliardi di ricavi totali.
Nel 1993 la Montedison vende il 51% di Farmitalia Carlo Erba agli svedesi di Kabi Pharmacia (gruppo Procordia), dando vita alla diciottesima società mondiale del mercato ed ottava in Europa. Nel corso dell'anno sarà ceduto anche il successivo 49%, per un totale complessivo di 2.100 miliardi di lire.

## Oggi
Farmitalia ha seguito Kabi nel percorso di integrazione in Pfizer, ma in Italia registriamo che:
- su Nerviano, oggi, sono presenti due importanti player, Actavis[24] ed Hefei[25].
- a Settimo Torinese è attiva Olon S.p.a.[26][27].
- è presente Farmitalia S.r.l., società farmaceutica siciliana, che nel 2012 ha rilevato da Pfizer il brand Farmitalia ed è attiva sul mercato[28][29][30][31].